# Nicolangelo Carnimeo
Nicolangelo Carnimeo (né le 6 juillet 1887 à Bari et mort le 10 août 1965 à Naples)  est un général italien, commandant de la 1re division italienne en Afrique orientale italienne. Il participa en 1941 à la bataille de Keren, durant laquelle il commanda la défense de la ville.